# Vöhrensteig
Der Vöhrensteig ist ein vom Landratsamt Münsingen am 31. Mai 1955 durch Verordnung ausgewiesenes Landschaftsschutzgebiet auf dem Gebiet der Gemeinde Pfronstetten.

## Lage
Das gut 10 Hektar große Landschaftsschutzgebiet liegt nordwestlich des Pfronstettener Ortsteils Aichelau. Es umfasst den westexponierten Hang des Kohltals. Es gehört zum Naturraum Mittlere Flächenalb.

## Landschaftscharakter
Das Kohltal ist ein für die Mittlere Flächenalb typisches Trockental. Der westexponierte Hang wurde früher als Schafweide genutzt und war als Wacholderheide ausgeprägt. Durch die ausgebliebene Beweidung hat sich mittlerweile ein Nadelmischwald etabliert. Im Gebiet befindet sich auch der markante Uhufels.